# 青坪河
青坪河，是中国长江流域的一条河流，汇入麻尔柯河，属于大渡河水系。河长61千米，流域面积1260平方千米，年均流量21立方米每秒。自然落差1520米。水能理论蕴藏量6万千瓦。